# Stimmen in der Zeit
Stimmen in der Zeit (Originaltitel Voci nel Tempo) ist ein italienischer Spielfilm von Franco Piavoli.

## Handlung

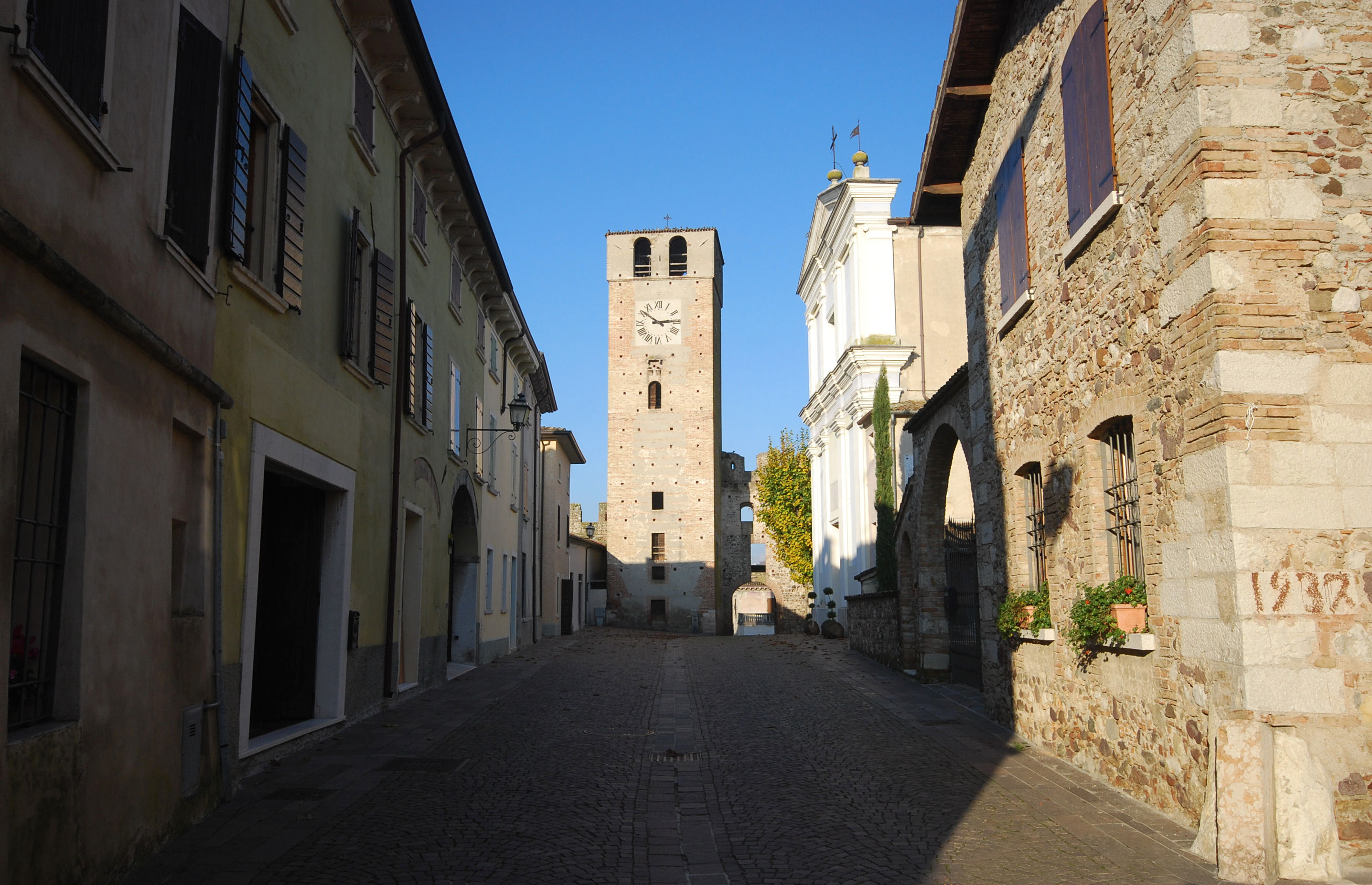
Drehort Castellaro Lagusello

Der Film zeigt den Kreislauf des Lebens durch Bewohner eines kleinen lombardischen Dorfes, die im Verlaufe eines Jahres beobachtet werden. Nachdem am Anfang ein Baby und dann ein Kleinkind zu sehen sind, beobachtet man jüngere und schließlich ältere Kinder beim Spielen auf dem Dorfplatz und in den nahegelegenen Wäldern, in denen der Frühling angebrochen ist. Die Kinder spielen am nahegelegenen See und erkunden die Düsternis der Dorfkirche. Die Kinder stehen im Mittelpunkt der Kamera, nur gelegentlich kommt es zu Interaktionen mit Dorfbewohnern anderer Generationen.
An einem anderen Tag, als der Sommer bereits angebrochen ist, begleitet die Kamera zunächst eine Gruppe junger Männer, die auf Motorrollern und Motorrädern durch das Dorf fahren. Mit Blicken und Gesten kokettieren die jungen Männer und Frauen des Dorfes miteinander. Bei einem anschließenden Dorffest kommen sich viele näher, während die Hoffnung anderer auf Zärtlichkeit unerfüllt bleibt. Ein junges Paar verbringt eine Nacht im Feld miteinander.
Der Film springt an einen Tag im Spätsommer, als eine Hochzeit im Dorf stattfindet. Die Gäste, die nun im Fokus stehen, sind überwiegend mittleren Alters und genießen das Essen, tanzen – nicht mehr ganz so schnell wie die jungen Menschen – liebevoll miteinander und singen Volkslieder. Immer wieder sieht man aber auch, abseits der tanzenden Paare, Menschen fortgeschrittenen Alters, die etwas sehnsuchtsvoll und melancholisch auf die jüngeren Hochzeitsgäste blicken. Abends trifft man sich in den wenigen Dorfkneipen zum gemeinsamen Gespräch. Die Einstellungen dieses Tages enden mit einem korpulenten Mann, der nachts eine Melone in seiner Küche verspeist.
Als der nächste Tag aus dem Dorfleben gezeigt wird, ist es bereits Herbst und die Blätter fallen zusehends von den Bäumen. Im Fokus stehen ältere Menschen, die sich nur mühsam fortbewegen können und das Dorfleben beobachten. Sie schauen aus dem Fenster, treffen sich und gehen langsam spazieren, dabei die spielenden Kinder beobachtend. Ein alter Mann schaut das Bild seiner verstorbenen Frau an und legt sich ins Bett. Die letzte Einstellung des Herbsttages zeigt den in Nebel gehüllten See und einen Mann, der ihn mit einem Ruderboot durchquert.

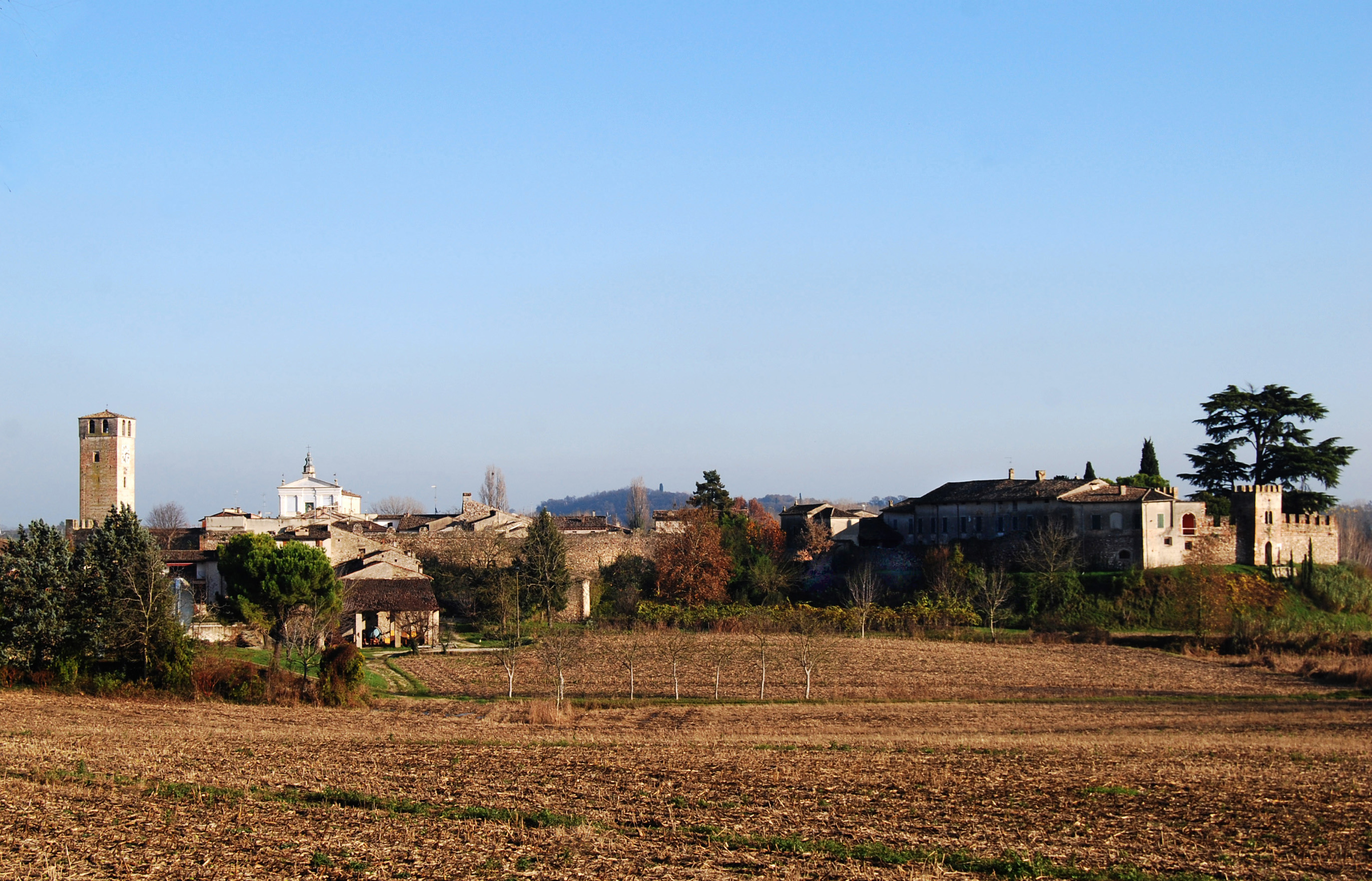
Panoramaansicht auf den Drehort Castellaro Lagusello

Ein letzter Tag spielt im Winter, das Dorf ist in Schnee gehüllt und viele Bewohner machen einen Ausflug zum zugefrorenen See. Familien fahren Schlitten und viele Kinder laufen Schlittschuh. Der Film endet, unterlegt von Pachelbels Kanon in D-Dur, mit einem alten Mann und einem Kind, die gemeinsam über den See laufen.

## Hintergrund
Stimmen in der Zeit, ein semidokumentarischer Spielfilm, entstand in der rund 300 Einwohner zählenden Ortschaft Castellaro Lagusello, deren Kirche unter anderem als touristischer Anziehungspunkt gilt. Bei Lagusello handelt es sich um das Nachbardorf von Pozzolengo, dem Heimatort des Regisseurs Franco Piavoli. Dieser drehte den Film nicht mit professionellen Schauspielern, sondern mit Einwohnern des Dorfes und befreundeten Menschen. Piavoli hat in seinem Film nur an wenigen Stellen Dialoge untergebracht, wichtiger für den Film sind die erzeugten Bilder und Geräusche.
Nach Il pianeta azzuro (1982) und Nostos, il ritorno (1989) war Voci nel Tempo der erst dritte abendfüllende Film des Autorenfilmers Piavoli. Als zentrale Notwendigkeit, warum er Filme mache, nannte Piavoli im Jahr 2014 einige Motive und Gedanken, die auch in Voci nel Tempo zu spüren sind:
„Es ist genau das: Charaktere zu entwerfen, Figuren, die eingefangen sind in meiner Tier- und Pflanzenwelt, und mit anderen dieses zu teilen. Menschen sind nicht im absoluten Sinne Individuen. Sie agieren mit anderen, werden durch andere geboren und gedeihen dadurch, dass sie sich mit anderen verbunden fühlen. Ich glaube, dass es eine angeborene Notwendigkeit gibt, sich auszutauschen und mit anderen eine Symbiose einzugehen, nicht nur mit den Menschen, die nahe bei uns sind, sondern auch mit denen von weit weg.“

## Auszeichnungen
Bei den Filmfestspielen von Venedig 1996 wurde Voci nel Tempo gezeigt und gewann den Kritikerpreis „Federazione Italiana dei Cineclub“ (FEDIC). Des Weiteren erhielt Piavoli Nominierungen bei zwei weiteren italienischen Filmpreisen für seine Kameraarbeit.